# Bleach (sezonul 1)
Bleach Sezonul 1 – Reprezentant Shinigami (2004-2005)
Episoadele din sezonul unu al seriei anime Bleach se bazează pe seria manga Bleach de Tite Kubo. Sezonul unu din Bleach, serie de anime, este regizat de Noriyuki Abe și produs de Studioul Pierrot și TV Tokyo și a început să fie difuzat pe data de 5 octombrie 2004 la TV Tokyo și s-a încheiat la data de 22 februarie 2005.
Episoadele din sezonul unu al seriei anime Bleach fac referire la aventurile lui Ichigo Kurosaki după ce a devenit un shinigami și asumându-și îndatoririle față de Shinigamiul Rukia Kuchiki.

## Lista episoadelor
| Nr. Ep. Original | Nr. Ep. Serie | Nr. Ep. Sezon | Titlu                                              | Apariție          |
| ---------------- | ------------- | ------------- | -------------------------------------------------- | ----------------- |
| 1                | 1             | 1             | Ziua în care am devenit un shinigami               | 5 octombrie 2004  |
| 2                | 2             | 2             | Munca unui shinigami                               | 12 octombrie 2004 |
| 3                | 3             | 3             | Dorința veche a fratelui, dorința surorii mai mici | 19 octombrie 2004 |
| 4                | 4             | 4             | Papagalul blestemat                                | 26 octombrie 2004 |
| 5                | 5             | 5             | Învinge dușmanul invizibil!                        | 2 noiembrie 2004  |
| 6                | 6             | 6             | Lupta până la moarte! Ichigo vs. Ichigo            | 9 noiembrie 2004  |
| 7                | 7             | 7             | Salutări de la o jucărie                           | 16 noiembrie 2004 |
| 8                | 8             | 8             | 17 iunie, amintirea unei zile ploioase             | 23 noiembrie 2004 |
| 9                | 9             | 9             | Dușman de neînvins                                 | 30 noiembrie 2004 |
| 10               | 10            | 10            | Asalt la spitalul bântuit!                         | 7 decembrie 2004  |
| 11               | 11            | 11            | Legendarii quincy                                  | 14 decembrie 2004 |
| 12               | 12            | 12            | Brațul drept protector                             | 21 decembrie 2004 |
| 13               | 13            | 13            | Flori și hollow                                    | 28 decembrie 2004 |
| 14               | 14            | 14            | Spate-n spate, luptă până la moarte!               | 11 ianuarie 2005  |
| 15               | 15            | 15            | Marele plan al lui Kon                             | 18 ianuarie 2005  |
| 16               | 16            | 16            | Întâlnire, Renji Abarai!                           | 25 ianuarie 2005  |
| 17               | 17            | 17            | Moartea lui Ichigo!                                | 1 februarie 2005  |
| 18               | 18            | 18            | Revendicare! Puterea de shinigami!                 | 8 februarie 2005  |
| 19               | 19            | 19            | Ichigo devine hollow!                              | 25 februarie 2005 |
| 20               | 20            | 20            | Umbra lui Gin Ichimaru                             | 22 februarie 2005 |